# Арапахо (Небраска)
Арапахо (енгл. Arapahoe) град је у америчкој савезној држави Небраска.

## Демографија
По попису из 2010. године број становника је 1.026, што је 2 (-0,2%) становника мање него 2000. године.
| Група             | 2000.       | 2010.       |
| Белци             | 993 (96,6%) | 961 (93,7%) |
| Афроамериканци    | 0 (0,0%)    | 1 (0,1%)    |
| Азијати           | 6 (0,6%)    | 3 (0,3%)    |
| Хиспаноамериканци | 17 (1,7%)   | 45 (4,4%)   |
| Укупно            | 1.028       | 1.026       |